# Giovanni Battista Sammartini
Giovanni Battista Sammartini (Milán, 1700 o 1701—Milán, 15 de enero de 1775) fue un compositor, organista, maestro de coro y maestro de capilla italiano del Barroco y del Clasicismo.
Contó entre sus alumnos a Christoph Willibald Gluck y fue muy apreciado por compositores más jóvenes, como Johann Christian Bach. Fue un prolífico compositor de óperas, sinfonías (más de setenta), conciertos y música de cámara.
Sus sinfonías muestran los comienzos de un cambio entre la obertura sencilla y corta de las óperas hacia una nueva seriedad y desarrollo temático que prefigura la obra de compositores como Haydn y Mozart.

## Biografía
Era hijo del oboista emigrante francés Alexis Saint-Martin y de Girolama de Federici, oriunda de Milán. Fue el séptimo de ocho hijos y recibió instrucción musical de su padre y escribió sus primeras obras en 1725, un conjunto de obras vocales ahora perdidas. Adquirió los prestigiosos puestos de maestro di cappella en la basílica de san Ambrosio (Milán) en 1724 y en la Congregazione del Santissimo Entierro en 1728, y ocupó el primero hasta su muerte. Sammartini rápidamente se hizo famoso como compositor de música sacra y obtuvo fama en el extranjero. La música de su período temprano fue para uso litúrgico.
A lo largo de los años se incorporó a muchas iglesias para trabajar (ocho o más a lo largo de su vida) y escribió música para ser interpretada en ocasiones oficiales y en las casas de la nobleza. Aunque nunca se alejó mucho de Milán, entró en contacto con compositores tan notables como J.C. Bach, Mozart, Boccherini. Gluck fue alumno suyo entre 1737 y 1741. Fundó en 1758 la Accademia Filarmonica, junto con un grupo de aficionados de la nobleza milanesa.
La muerte de Sammartini en 1775 fue inesperada. Aunque fue muy apreciado en su época, su música pronto fue olvidada y no fue redescubierta hasta 1913 por los investigadores Fausto Torrefranca, Georges de Saint-Foix y Gaetano Cesari. Curiosamente, la mayoría de sus obras que han sobrevivido se han recuperado de ediciones publicadas fuera de Milán.
A menudo es confundido con su hermano, Giuseppe Baldassare Sammartini (1695-1750), también compositor prolífico y oboísta con las mismas iniciales.

## Innovaciones
Sammartini es sobre todo valorado por sus innovaciones en el desarrollo de la sinfonía, quizás más por las escuelas de pensamiento de Mannheim y Viena. Su enfoque de la composición sinfónica fue único en el sentido de que se inspiró en las formas de sonata a trío y concierto, en contraste con otros compositores durante el tiempo que modelaron las sinfonías a partir de la obertura italiana. Sus sinfonías estaban impulsadas por el ritmo y una forma más clara, especialmente las primeras sonatas y formas binarias. Sus obras nunca dejaron de tener inventiva y, a veces, anticiparon la dirección de la música clásica como con el estilo Sturm und Drang. El compositor checo Josef Mysliveček consideró a Sammartini como 'el padre del estilo de Haydn', un sentimiento popular que mejoró considerablemente la reputación de Sammartini después de su muerte.

## Composiciones
Sammartini fue un compositor prolífico, y sus composiciones incluyen 4 óperas, alrededor de 70 sinfonías, diez conciertos y un cuerpo sustancial de música de cámara. Hasta el 2004, se ya han recuperado aproximadamente 450 obras conocidas de Sammartini, aunque, lastimosamente, una buena cantidad de su música, parecería haberse perdido, especialmente obras sacras y dramáticas. Parte de ella también podría haberse perdido debido a su publicación bajo otros nombres, especialmente el de su hermano, Giuseppe. Se sabe que sus composiciones más antiguas eran principalmente para uso litúrgico.
Las obras de Sammartini son referidas, en publicaciones o grabaciones, ya sea por el número de opus que recibieron durante su vida, o por los números J-C que reciben en el catálogo de Jenkins-Churgin mencionado más abajo. Newell Jenkins editó por primera vez algunas de las obras de Sammartini, incluido un Magnificat por primera vez (también fue editor de obras de Vivaldi, Paisiello y Boccherini, entre otras).
La música de Sammartini generalmente se divide en tres períodos estilísticos: El período temprano (1724-1739), que refleja una mezcla de formas barrocas y preclásicas; el período medio (1740-1758), que sugiere ya una forma preclásica, y el período tardío (1759-1774), que muestra influencias clásicas. El período medio de Sammartini es considerado como el más significativo y pionero, durante el cual sus composiciones en un estilo galante muy suyo de la música de la época a que pertenecía, presagian la era clásica ya por venir.

## Obras
- Óperas: Memet, (1732), drama en tres actos;  L ambizione superata della virtù, (1734) drama en tres actos;  L’Agrippina moglie di Tiberio (1743), drama en tres actos.
- Sonatas; para órgano, violonchelo, violín, flauta, flauta dulce, trío sonatas.
- Conciertos: (10 u 11) para violonchelo y piccolo, para flauta y para violín.
- Sinfonías: 78.
- Cantatas (8)
- Música sacra (misas, salmos, liturgias, un Magnificat y un Te Deum.)